# Murutinga do Sul
Murutinga do Sul este un oraș în São Paulo (SP), Brazilia.